# 네이선 시빈
네이선 시빈(Nathan Sivin: 1931년 5월 11일-)은 미국의 중국학자, 역사학자다. 현재 펜실베이니아 대학교 명예교수이다.
시빈의 연구는 주로 중국의 과학사, 중국 전통의학, 중국철학, 중국 종교에 관한 것들이다.

## 같이 보기
- 중국의 역사